# スジアラ属
スジアラ属（学名：Plectropomus）は、ハタ科の属の一つ。インド太平洋に分布する。

## 分布
紅海から南は南アフリカ共和国までの東アフリカ、東は西太平洋からポリネシア、北は日本、南はオーストラリアまで、インド太平洋に広く分布する。

## 形態
体は比較的長く、体長は体高の2.9 - 3.9倍。体は太く、体幅は体高の1.6 - 2.1倍。吻は目の直径より長く、吻長は頭長の2.8 - 3.6倍。頭部背面は凸状。前鰓蓋骨は広く丸く、下半分に3つの大きな棘があり、下側には細かい鋸歯がある。鰓蓋骨には3つの平らな棘があり、上下の棘は皮膚に覆われている。下顎は突出し、上顎は眼の中心かそれを超えて開く。顎の前方に1対の曲がった犬歯があり、下顎の中側部には1 - 4本の大きな犬歯がある。顎の前半に沿って2 - 3列の細長い歯があり、絨毛状の歯になる場合もある。背鰭は7 - 8棘と10 - 12軟条から、臀鰭は3棘と8軟条から成る。胸鰭は丸く、14 - 18条から成る。鱗は細かい櫛鱗である。

## 生態
ユカタハタ属や Mycteroperca 属と生態的に類似しており、後者は東太平洋と西大西洋において本属魚類と同等の地位を占めている。熱帯および亜熱帯海域の浅いサンゴ礁に生息し、アカハタ属やユカタハタ属の種よりも遊泳性が高い。主に魚を捕食する肉食魚。

## 人との関わり
分布域のほとんどで漁業の重要種であり、釣りやスピアフィッシングで漁獲される。シガテラ毒を持つ場合がある。

## 下位分類
8または9種が分類されている。ヤマブキハタは系統的には本属に含まれる。P. marisrubri を P. pessuliferus の亜種とする見解もある。
- Plectropomus areolatus (Rüppell, 1830) オオアオノメアラ (Squaretail coral grouper)
- Plectropomus laevis (Lacepède, 1801) コクハンアラ (Black-saddled coral grouper)
- Plectropomus leopardus (Lacepède, 1802) スジアラ (Leopard coral grouper)
- Plectropomus maculatus (Bloch, 1790) スジハタ (Spotted coral grouper)
- Plectropomus marisrubri Randall & Hoese 1986 (Red sea roving coral grouper)
- Plectropomus oligacanthus (Bleeker, 1854) アマダレドクハタ (Highfin coral grouper)
- Plectropomus pessuliferus (Fowler, 1904) (roving coral grouper)
- Plectropomus punctatus (Quoy & Gaimard, 1824) (Marbled coral grouper)